# Vesna Đukić
Vesna Đukić, slovenska judoistka, * 1. januar 1986, Celje.
Đukićeva je za Slovenijo nastopila na Poletnih olimpijskih igrah 2012 v Londonu.